# Truyền hình cáp

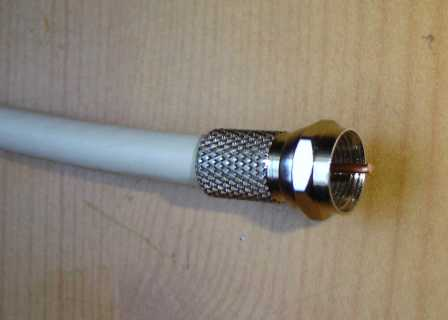
Cáp đồng trục thường được dùng để truyền dẫn tín hiệu truyền hình cáp

Truyền hình cáp hay CATV (Community Access Television hay Community Antenna Television) là một hệ thống các chương trình truyền hình trả tiền theo thuê bao được truyền qua tín hiệu tần số vô tuyến (RF) được truyền tải qua cáp đồng trục hoặc cáp quang. Điều này trái ngược với truyền hình mặt đất truyền thống, trong đó tín hiệu truyền hình được truyền qua không khí bằng sóng vô tuyến và nhận tín hiệu bằng ăng-ten truyền hình đi kèm với TV. Các chương trình FM radio, Internet tốc độ cao, dịch vụ điện thoại, và các dịch vụ phi truyền hình tương tự cũng có thể được cung cấp thông qua các loại cáp trên.

## Lịch sử
Trong những năm 1980, tại Hoa Kỳ, các quy định bắt buộc không giống như công cộng, giáo dục, và kênh truy cập của chính phủ (PEG) tạo ra sự khởi đầu của chương trình truyền hình trực tiếp qua cáp từ đó phát triển thành những gì được biết đến ngày hôm nay trong những năm 2010, nơi có nhiều mạng truyền hình cáp cung cấp chương trình phát sóng trực tiếp chỉ qua cáp của các nhà dịch vụ, truyền hình cáp sản xuất phim truyền hình và phim truyền hình ngắn. Các chương trình địa phương trực tiếp khác nhau với lợi ích địa phương đã nhanh chóng được tạo ra trên toàn nước Mỹ trong hầu hết các thị trường truyền hình lớn trong đầu những năm 1980. Một trong những thị trường đầu tiên là ở Columbus, Ohio, nơi Richard Sillman trở thành giám đốc truyền hình cáp trẻ nhất của quốc gia khi mới 16 tuổi.
Với sự phát triển của Internet, vào cuối những năm 1990 và đầu năm 2000, nhiều quy định đã được thay thế mà ngành công nghiệp công nghệ mới phát triển, cung cấp cho người xem lựa chọn thay thế cho các sự kiện địa phương và các chương trình hàng đầu như ngày hôm nay, đó là truyền hình cáp kỹ thuật số, Internet và điện thoại được cung cấp cho người tiêu dùng vào năm 2010.

## Tại Việt Nam
Các gia đình tại các thành phố lớn, thị xã, tỉnh lỵ... tại Việt Nam thường hay sử dụng truyền hình cáp. Các công ty và dịch vụ truyền hình cáp tại Việt Nam là:
- VTVCab (Truyền hình cáp Việt Nam)
- SCTV (Truyền hình cáp Saigontourist)
- Hanoicab (Truyền hình cáp Hà Nội)
- HTVC (Truyền hình cáp thành phố Hồ Chí Minh)
- CEC (Truyền hình cáp CEC - hợp tác với VTC, sau này là VTVCab)
- NTH (Khu vực Tây Nguyên)
- Arico - Sông Thu (Đà Nẵng)
- Một số đơn vị truyền hình cáp của các tỉnh thành trên toàn quốc